# Charles van Outryve d'Ydewalle
Pour les autres membres de la famille, voir Famille van Outryve d'Ydewalle.
Charles Julien Bernard Eugène van Outryve d'Ydewalle, né à Bruges le 9 février 1840 et mort à Ruddervoorde le 15 mai 1876, est un homme politique belge. 

## Biographie
Il est le frère d'Eugène van Outryve d'Ydewalle, le père d'André van Outryve d'Ydewalle et le beau-père d'Emmanuel de Meester.
Charles van Outryve d'Ydewalle fut membre de la Chambre des représentants de Belgique pour l'arrondissement de Bruges (1870-1876).